# Từ (nước)
Từ (tiếng Trung: 徐; bính âm: Xú) là một nước chư hầu thời Tây Chu và Xuân Thu trong lịch sử Trung Quốc. Quốc quân nước Từ mang họ Doanh (嬴). Nước Từ còn được gọi là Từ Nhung, Từ Di hoặc Từ Phương, là một bộ phận của tập đoàn Đông Di. Nước Từ tồn tại từ thời nhà Hạ đến thời nhà Chu ở khu vực nay là Đàm Thành, tỉnh Sơn Đông. Đầu thời Chu, họ lấy khu vực huyện Tứ của tỉnh An Huy và Tứ Hồng của tỉnh Giang Tô ngày nay làm trung tâm, hình thành nên nước Từ, là một nước lớn mạnh trong Đông Di. Thời kỳ Xuân Thu, nước Từ từng bị nước Sở đánh bại, đến năm 512 TCN thì bị nước Ngô tiêu diệt.